# Barn- och fritidsprogrammet
Barn- och fritidsprogrammet är ett nationellt yrkesförberedande program inom den svenska gymnasieskolan. Det förbereder bland annat för verksamhet med barn och ungdomar inom förskolan och olika fritidsverksamheter men ger även kunskap om människor generellt. Praktik ingår i form av så kallad arbetsplatsförlagt lärande (APL).
Inom barn- och fritidsprogrammet ingår både mer teoretisk utbildning och direkt praktisk utbildning, genom till exempel så kallad APL (arbetsplatsförlagt lärande).
Genom barn- och fritidsprogrammet är det bland annat möjligt att få en utbildning motsvarande den tidigare barnskötarexamen. Eleverna får dock numera ingen yrkestitel utan endast slutbetyg. 
Efter avslutad utbildning kan man söka vidare till högskolan. Genom komplettering på Komvux kan den utbildade bli behörig att läsa till exempelvis förskollärare, lärare, psykolog och socionom. Andra tänkbara utbildningar är polis och väktare.

## Karaktärsämnen
Karaktärsämnena innefattar 700 poäng:
| - Arbetsmiljö och säkerhet, 50p - Arbetssätt och lärande, 50p - Barn-, kultur- och fritidsverksamhet, 100p - Datorkunskap, 50p - Fritidskunskap, 50p | - Hälsopedagogik, 50p - Kommunikation, 50p - Ped. kunskap, 100p - Utveckling, livsvillkor och socialisation, 200p - Matematik 1a, 100p - Svenska 1, 100p - Engelska 5, 100p - Historia 1a, 100p - Samhällskunskap 1a, 100p | - Religionskunskap 1, 50p - Idrott och hälsa 1, 100p |